# Okkappa
Okkappa è un singolo del rapper italiano Thasup, pubblicato il 23 settembre 2022 come terzo estratto dal secondo album in studio Carattere speciale.

## Antefatti
Il brano, annunciato il 12 settembre dall'artista stesso in concomitanza con la presentazione del disco, è stato annunciato come ultimo estratto due giorni prima della pubblicazione.

## Video musicale
Un visual video, pubblicato il giorno stesso, rappresenta il rapper e una banda di musicisti in versione animata scuotere la testa a ritmo con il brano.

## Tracce
Testi e musiche di Davide Mattei.
1. Okkappa – 2:26

## Classifiche
| Classifica (2022) | Posizione massima |
| ----------------- | ----------------- |
| Italia            | 9                 |